# Roskilde Avis
Roskilde Avis, grundlagt 1829, var et dansk dagblad, der blev udgivet frem til 1954. Avisen var den første i Roskilde og blev udgivet af Johan Henrich Tauber Gjemsøe fra 1829 til 1831. Avisen blev fra 1831 udgivet af læge Jørgen Broberg og efterfølgende udgivet af bogtrykker Johan David Chr. Hanson fra 1832 til 1860. Fra 1861 til 1884 blev avisen udgivet af H.A. Müller og derefter af Georg Christensen frem til 1918. Fra 1918 til 1919 af H. Winkel, A.L. Thomassen frem til 1923, journalist C.C. Steen Rasmussen frem til 1930, forretningsfører Th. Hald fra 1931 til 1944, journalist Svend Jacobsen fra 1935 til 1954. Avisen blev i 1954 udgivet af journalist Karl Jacobsen.

## Historie
Roskilde avis fik en sløv start som avis, men vandt fremgang under Hanson, som var en dygtig bogtrykker. Hanson satsede på at, at avisens indhold skulle være lokalt og alment samt på annoncer i avisen. Samtidig var Roskilde hovedsæde og mødested for øernes stænderforsamling, hvilket skabte en livlig offentlig debat. 
Under Müeller skete der en positiv udvikling for avisen, både teknisk, redaktionelt og oplagsmæssigt. Fra 1870'erne udgjorde daværende konkurrenter en betydelig trussel for avisen i landdistrikterne, mens avisen fortsat dominerede i byen. Under Georg Christensen var avisen politisk aktuel og forbundet med det bedre borgerskab og samtidig en god forretning. Indtil 1. Verdenskrig var avisen en succesfuld forretning, men stagnerede i 1920'erne, da venstrebladende kom til byen og fra 1930 var avisen derfor økonomisk udfordret.  

## Navnevarianter
- Avis for Roeskilde Bye og Omegn (1829-1833)
- Roeskilde Avis og Avertissementstidende (1833-1857)
- Roskilde Avis (1858-1954)